# Unheilig

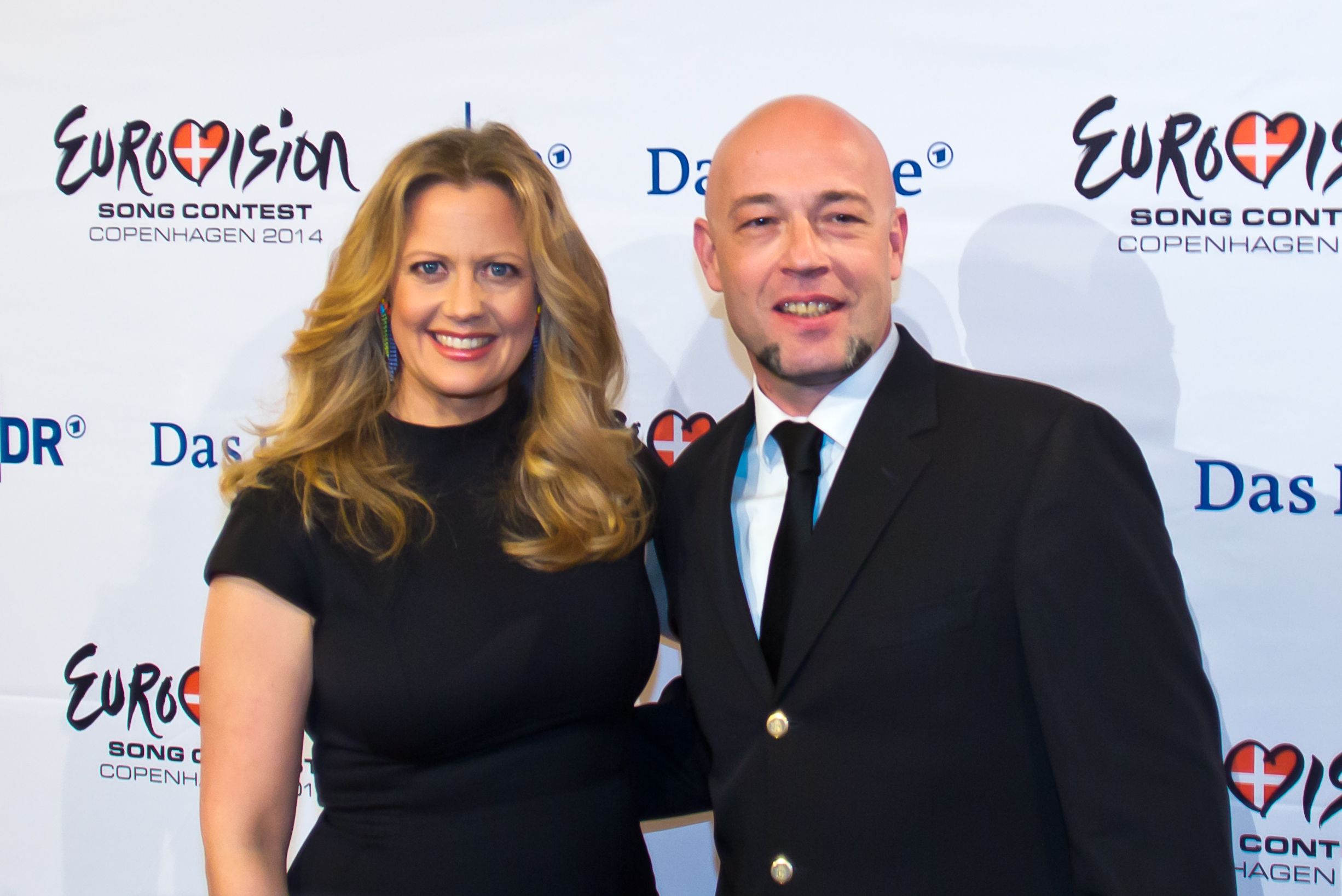
Граф під час відбору на «Євробачення 2014».

Unheilig (укр. грішний) — німецька рок-група, створена в 1999 році музикантом і композитором Графом (Der Graf) і Грантом Стівенсоном (Grant Stevens). Група працює в жанрі альтернативний рок, готик-рок і індустріал.

## Історія

### «Phosphor»
В кінці 1999 був створений перший сингл «Sage Ja!» («Скажи так!»). Пісня мала шалену популярність і трималася на перших місцях в музичних топах кілька тижнів. «Unheilig» покорив клубну публіку Німеччини. 2000 року вийшов дебютний альбом під назвою «Phosphor». В наступні роки група гостювала по всіх німецьких фестивалях просто неба. Таким чином Граф відпочивав перед написанням нового альбому. Також в 2002 році вийшов «різдвяний» альбом «Frohes Fest».

### «Das zweite Gebot»
«Das zweite Gebot» («Друга заповідь») — альбом, який став переломним у кар'єрі молодого гурту. Граф відмовився від текстів англійською мовою, а перейшов на рідну німецьку. Таким чином він відділився від продюсерів і колишніх соратників, які вимагали інші тексти пісень. Але це не погіршило стан музичного потенціалу Графа.

### «Zelluloid»
В 2004 році вийшов новий альбом «Zelluloid». У цей час вони гастролювали в Terminal Choice. Коли гастрольний тур «Unheilig» добіг кінця, то вони вже мали велику кількість шанувальників їхньої творчості.

### «Moderne Zeiten»
В 2006 році «Unheilig» випускає новий альбом «Moderne Zeiten». Основною темою альбому були мрії і їх реалізація. Лірика «Unheilig», мабуть, ось уже майже десяток років залишається неперевершеною на німецькій сцені: тисячі полюбили цю групу, люди почали вивчати німецьку мову тільки для того, щоб повністю заглиблюватися в сенс написаного Графом.

### «Puppenspiel»
22 лютого 2008 року з'явився реліз нового альбому «Unheilig» під назвою «Puppenspiel». також в 2008 році Граф відмовився від свого готичного образу з білими лінзами через погіршення зору. В 2008 був знятий фільм про групу «Життя заради музики».

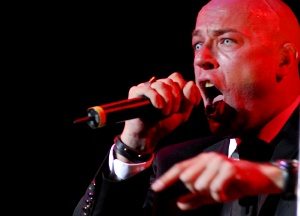
Вокаліст групи «Unheilig» під час концерту.

### «Grosse Freiheit»
В кінці 2009 року виходить новий альбом «Grosse Freiheit», який приніс «Unheilig» шалену популярність. До тексту була вдало підібрана музика, яка подобалася багатьом меломанам. Граф сам казав, що досі не усвідомлює, який успіх приніс йому альбом «Grosse Freiheit». Сам альбом є схожим на корабель, який пливе у морі пригод і мрій.
14 січня 2010 року виходить кліп на пісню «Geboren Um Zu Leben».
«Grosse Freiheit» був в топі на 1 місці протягом 23 тижнів. Вони побили рекорд Herbert Grönemeyer в 1988, чий альбом Ö залишався на 1 місці протягом 14 тижнів.
16 лютого 2011 року група повідомила про роботу над новим альбомом під назвою «Lichter der Stadt» («Вогні міста»). Точна дата релізу поки не відома. В середині грудня 2013 «Unheilig» повідомили, що братимуть участь у відборі на «Євробачення 2014». Unheilig представить пісню «Als wär's das erste Mal».

## Учасники групи
- Бернд Граф — вокал
- Хенінг Ферлаге — клавіші(1999-теперішній час)
- Крістоф «Лікі» Термюлен — гітара (1999-теперішній час)
- Мартін «Потти» Поттхофф — барабан(2009-теперішній час)

## Альбоми
- 2001: Phosphor
- 2002: Frohes Fest
- 2003: Das 2. Gebot
- 2004: Zelluloid
- 2006: Moderne Zeiten
- 2008: Puppenspiel
- 2010: Grosse Freiheit
- 2012: Lichter der Stadt